# Kimban-Orogenese

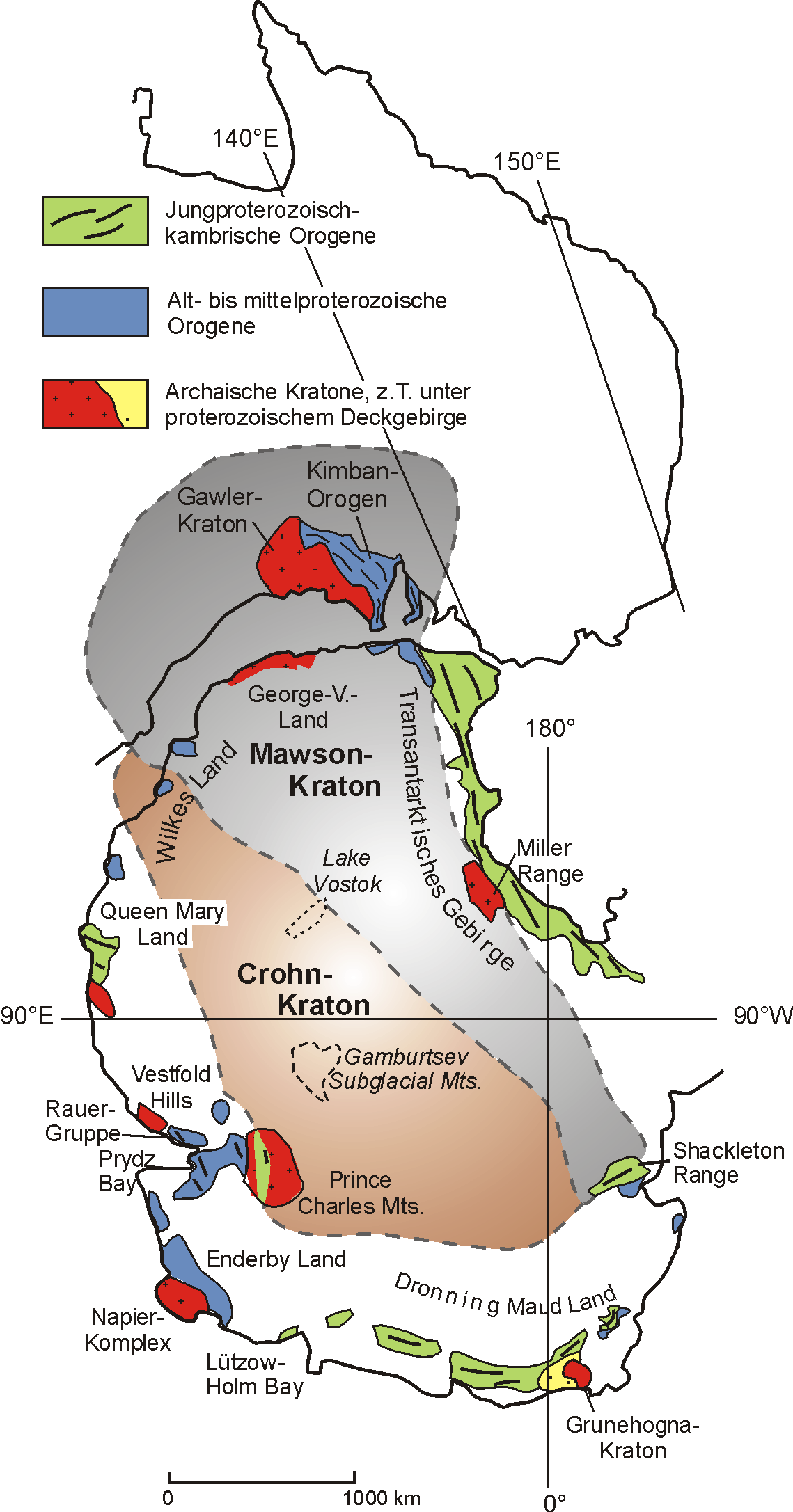
Prinzipdarstellung des Mawson-Kratons mit dem australischen Gawler-Kraton, dem blau markierten Terre Adélie-Kraton und der Miller Range

Lage von Südaustralien

Die Kimban-Orogenese ist ein plattentektonisches und orogeneses Ereignis, das sich von 1730 bis 1690 mya zwischen dem noch verbundenen südaustralischen Gawler-Kraton und Terre Adélie-Kraton einerseits sowie dem Curnamona-Kraton andererseits ereignete. Zusammen mit der zeitnahen, aber etwas älteren Nimrod-Orogenese, die am seinerzeitigen östlichen Rand Ostantarktikas auftrat, definieren sie die Existenz des Mawson-Kratons. Diese orogenen Prozesse werden zusammengefasst als Nimrod-Kimban-Orogenese bezeichnet. Zeitlich fallen sie etwa in die Formierungsspanne des hypothetischen Superkontinents Columbia, der sich ab ca. 2000 mya entwickelte.
Der Name der Kimban-Orogenese lehnt sich an den südaustralischen Ort Kimba an. Dieser liegt im Nordwesten der Eyre-Halbinsel in South Australia am Eyre Highway. Kimba ist ein Wort der Aborigine für Buschfeuer.

## Geologischer Rahmen

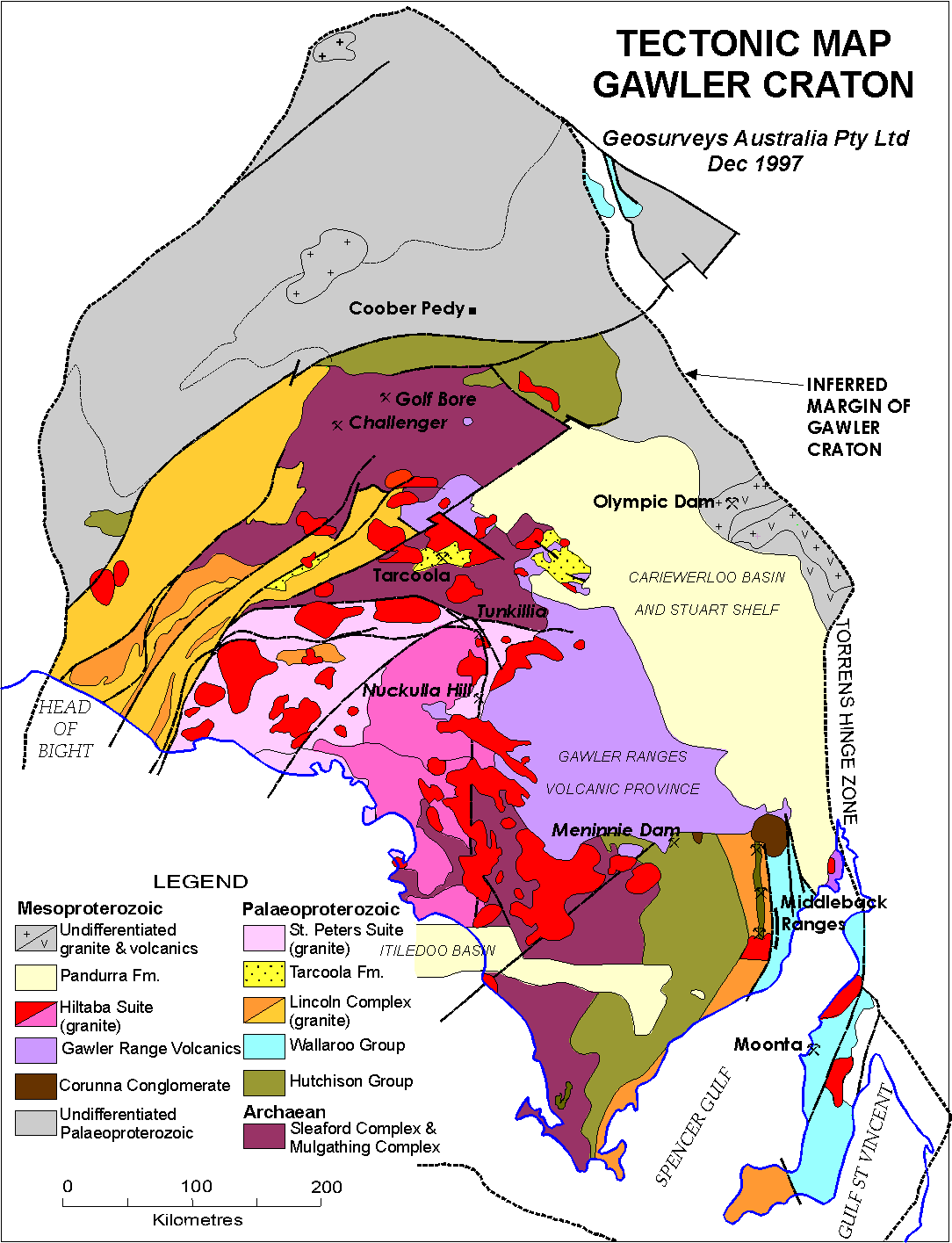
Geologische Karte des Gawler-Kratons
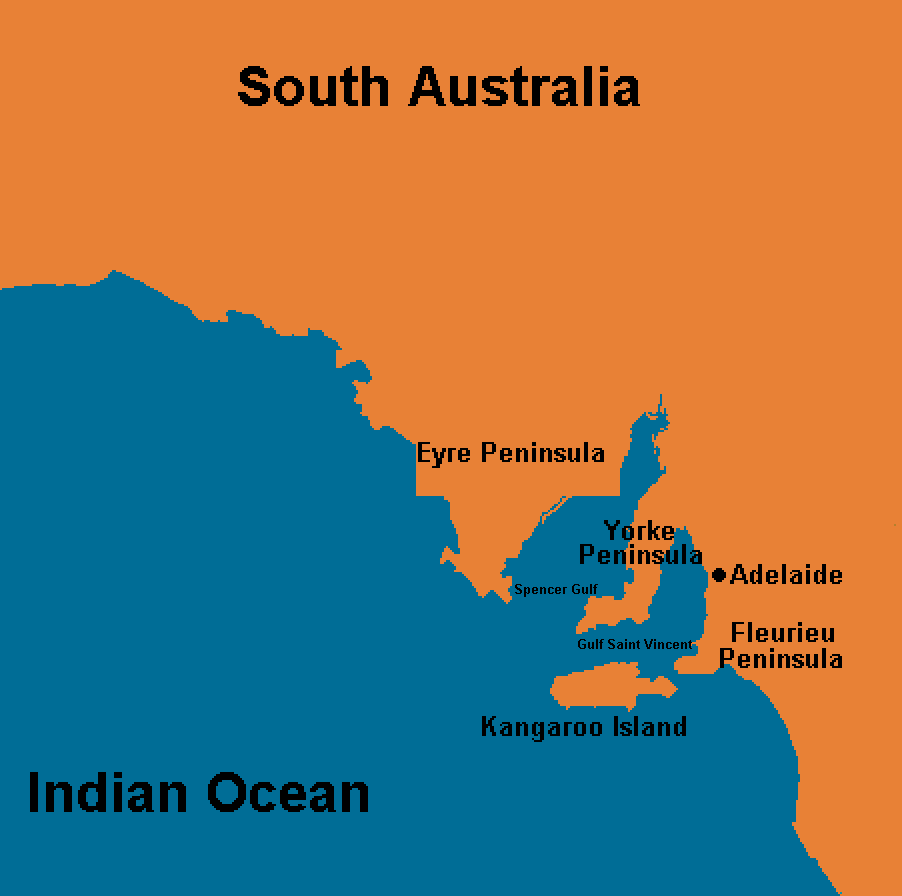
Lage der Eyre- und Yorke-Halbinsel
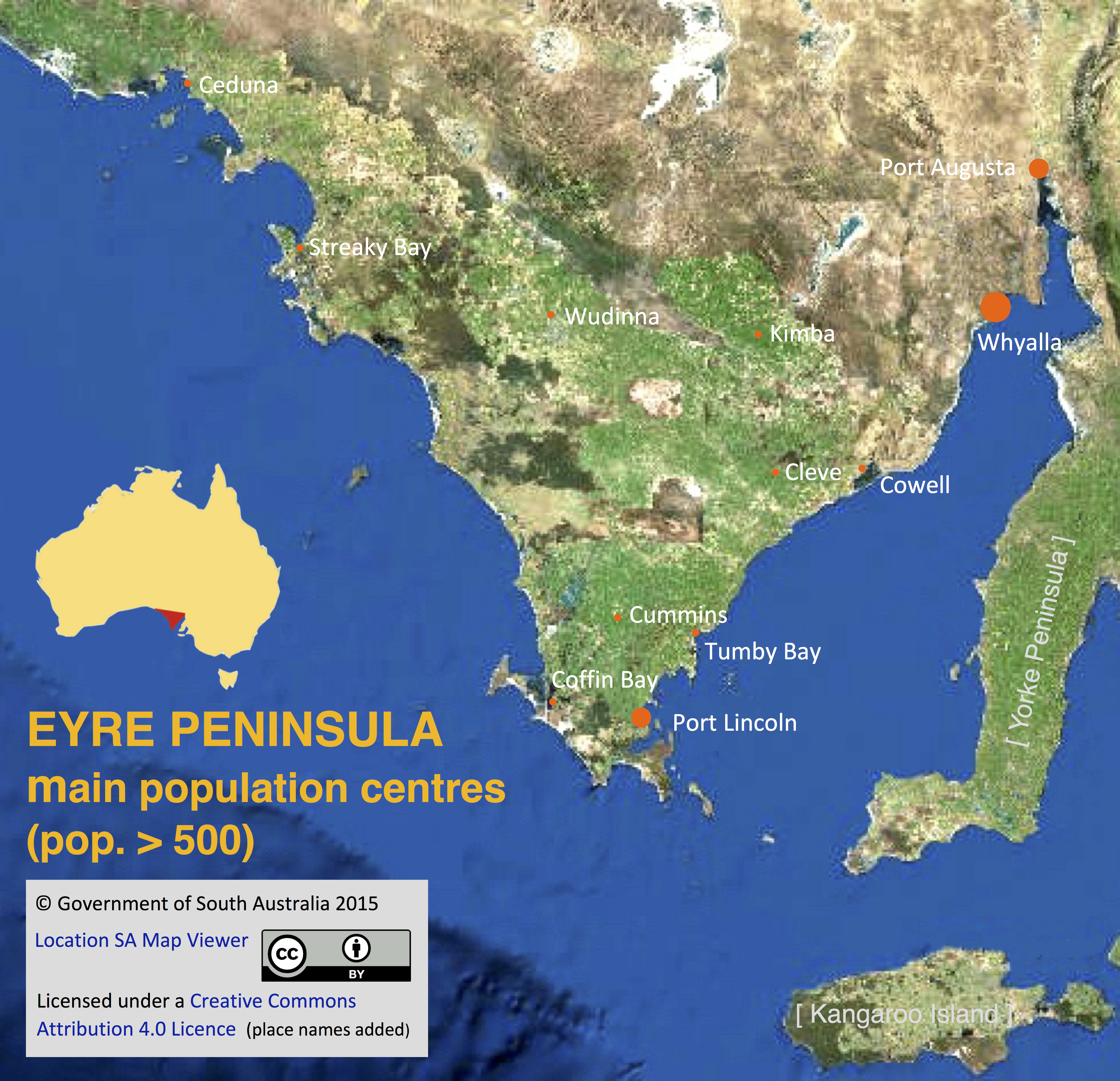
Satellitenaufnahme der Eyre-Halbinsel mit größeren Orten
Lage von Neusüdwales
Lage von Queensland
Lage vom antarktischen Adélieland

Die Kimban-Orogenese lässt sich nachvollziehen am östlichen Rand des Gawler-Kratons und des Terre Adélie-Kratons. Diese heute getrennten kontinentalen Krusteneinheiten waren bis zu Grabenbruchbildungen ab ca. 160 mya tektonisch verbunden. Mit diesen kollidierte der hypothetische Curnamona-Kraton. Dessen Form, Ausdehnung und Struktur sind wenig bekannt. Die mehrfachen Grabenbrüche mit deren vulkanischen und sedimentären Ablagerungen in der neoproterozoischen bis mittleren kambrischen Adelaide Geosyncline (Adelaide Rift Complex) bilden eine große Senkungszone zwischen dem Curnamona-Kraton und dem Gawler-Kraton. Diese erstreckt sich von der Flinderskette (Flinders Ranges) im Norden bis zur Känguru-Insel (Kangaroo Island) im Süden von Südaustralien.
Aus vergleichbaren Deckgebirgssequenzen im Mount Isa Basin im Nordwesten Queensland sowie in der Willyama Supergroup in der Curnamona Province wurde geschlossen, dass sie auf dem Grundgebirge des Curnamona-Kratons abgelagert wurden. Dieses paläo- bis frühmesoproterozoische Grundgebirge wurde hochgradig metamorph überprägt und komplex deformiert. Aufgeschlossen ist es u. a. in dem Willyama Inlier (Zeugenberg) in der südlichen Zone der Curnamona Province sowie in den Mount Painter Inlier und Mount Babbage Inlier am nördlichen Rand der Curnamona Province. Die Curnamona Province erstreckt sich im Osten Südaustraliens und westlichen Neusüdwales.

## Geodynamische Prozesse
Die Kimban-Orogenese wird als ein tiefgreifender tektono-vulkano-metamorpher Prozess in einem transpressionalen tektonischen Regime verstanden. Dieser ist charakterisiert durch Blattverschiebungen (strike-slip fault), verbunden mit Verkürzungen und oft Exhumierungen von Krusteneinheiten. Er ist besonders dokumentiert auf der südaustralischen Eyre-Halbinsel. Diese ist südlicher Bestandteil des Gawler-Kratons. Auf ihr lassen sich zwei bedeutende, geologisch völlig unterschiedliche Krusteneinheiten unterscheiden, in der sich subhorizontale Streckungslineare, Extrusionen von Magmatiten, Ausbildung von großräumigen Scherzonensystemen und drastischen Änderungen von Metamorphosegrade ereigneten. Diese Krusteneinheiten bilden die Cleve Domain und die Spencer Domain.
Die Cleve Domän entwickelte sich im westlichen Bereich der Eyre-Halbinsel. Deren Geologie wird von paläoproterozoischen Metasedimentgesteinen der Hutchison-Gruppe sowie von felsischen Gneisen dominiert. Der westliche Teil der Cleve Domain wurde von Graniten der mesoproterozoischen Hiltaba Suite durchdrungen. Die Spencer Domain befindet sich in östlichsten Bereichen der Eyre-Halbinsel und ist im Süden durch die Granite der Donington Suite gekennzeichnet. Der nordwestliche Teil der Spencer Domän enthält mesoarchische Granite und Gneise sowie paläoproterozoische Metasedimentgesteine im Nordosten. Während die Cleve Domän eine gleichmäßig niedrige magnetische Signatur ausweist, besitzt die Spencer Domäne eine hohe magnetische Signatur. Deren Unterschiede resultieren aus den verschiedenen magnetischen Bestandteilen in den Gesteinen. Die Spencer Domain ist reich an Eisenerzen, u. a. an Bändererzen (Banded Iron Formation) und anderen metallischen Erzen.
Die Kalinjala Shear Zone trennt die unterschiedlichen lithostratigraphische Zonen der Cleve Domain von der Spencer Domän. Diese ist eine 4 bis 6 Kilometer breite, dextral (nach rechts gerichtete) transpressive, subvertikale, hochgradig beanspruchte Scherzone. Sie entspricht auch einer großen magnetischen Diskontinuität. Entlang dieser Scherzone wurden Gesteine stark deformiert, teilweise extrem gefaltet und metamorph überprägt. Der Metamorphosegrad reicht von Grünschiefer-Fazies bis Granulit-Fazies. Die Kalinjala Shear Zone kann bis zur Mertz shear Zone, benannt nach dem benachbarten antarktischen Mertz-Gletscher, im Terre Adélie-Kraton weiter verfolgt werden. Beide stellen eine Geosutur am östlichen Kratonrand dar, die die westlichen archaischen von den jüngeren östlichen Krusteneinheiten trennen.
Während der Kimban-Orogenese bildete sich ab 1715 mya im zentralen Gawler-Kraton Sedimentation und Vulkanismus in isolierten Becken mit Konglomeraten, Quarziten und Schiefern sowie felsischen und mafischen Vulkaniten.
Der Magmatismus während der Kimban-Orogenese umfasst Granitgenesen vorwiegend vom I-Typ (aus Magmatiten stammend) und vom S-Typ (aus geschmolzenen Sedimenten stammend). Dieser Magmatismus erstreckt sich über den größten Teil des Gawler-Kratons. Er datiert zwischen 1735 und 1690 mya.